# Littlejohn Coliseum
Das Littlejohn Coliseum ist eine Mehrzweckhalle in der US-amerikanischen Stadt Clemson im Bundesstaat South Carolina. Sie befindet sich an der Nordwestecke des Campus der Clemson University. Sie ist Eigentümerin und Betreiberin der Halle. Die Arena ist seit der Eröffnung 1968 die Spielstätte der NCAA-College-Basketballmannschaft der Männer und seit 1975 auch der Frauen der Universität, der Clemson Tigers. In der Halle finden des Weiteren Konzerte und andere Veranstaltungen wie Messen, Galas und andere Sportarten statt. 

## Geschichte
Am 30. November 1968 wurde das Littlejohn Coliseum eröffnet. Es ersetzte das Clemson Field House (heute: Featuring Swann Fitness Center) von 1930. Benannt ist das Coliseum nach James C. Littlejohn (1888–1959). Er schloss 1908 seinen Bachelor of Science in Elektrotechnik und Maschinenbau am damaligen Clemson Agricultural College ab. Littlejohn war der erste Geschäftsführer von Clemson und war an einigen Sportbauten der Universität, wie dem Memorial Stadium, beteiligt. Vor der Halle stehen eine Statue des Clemson Tiger (Ostseite) und eine Büste von James C. Littlejohn (Westseite).
2011 kündigte die Clemson University Investitionen von 50 Mio. US-Dollar in die sportliche Infrastruktur der Universität an. Direkt nach der Saison 2014/15 begannen Renovierungs- und Ausbauarbeiten an der Halle. Insgesamt investierte die Universität 63,5 Mio. US-Dollar. Dabei wurden u. a. die Tribünen umgestaltet und das Spielfeld um 90° gedreht. Der neue Eingangsbereich, die Burton Gallery, verfügt jetzt über eine Fläche von etwa 1000 m². Eine neue Trainingshalle namens Swann Pavilion wurde errichtet. Am 14. Oktober 2016 wurde symbolisch das Band zur Einweihung durchschnitten. Am Tag darauf war für die Fans Open House zur Besichtigung. Der Umbau wurde von AECOM und dem Architekturbüro LS3P gestaltet. Am 11. November des Jahres fand gegen die Georgia Tech Yellow Jackets das erste offizielle Spiel in der modernisierten Arena statt.

## Galerie

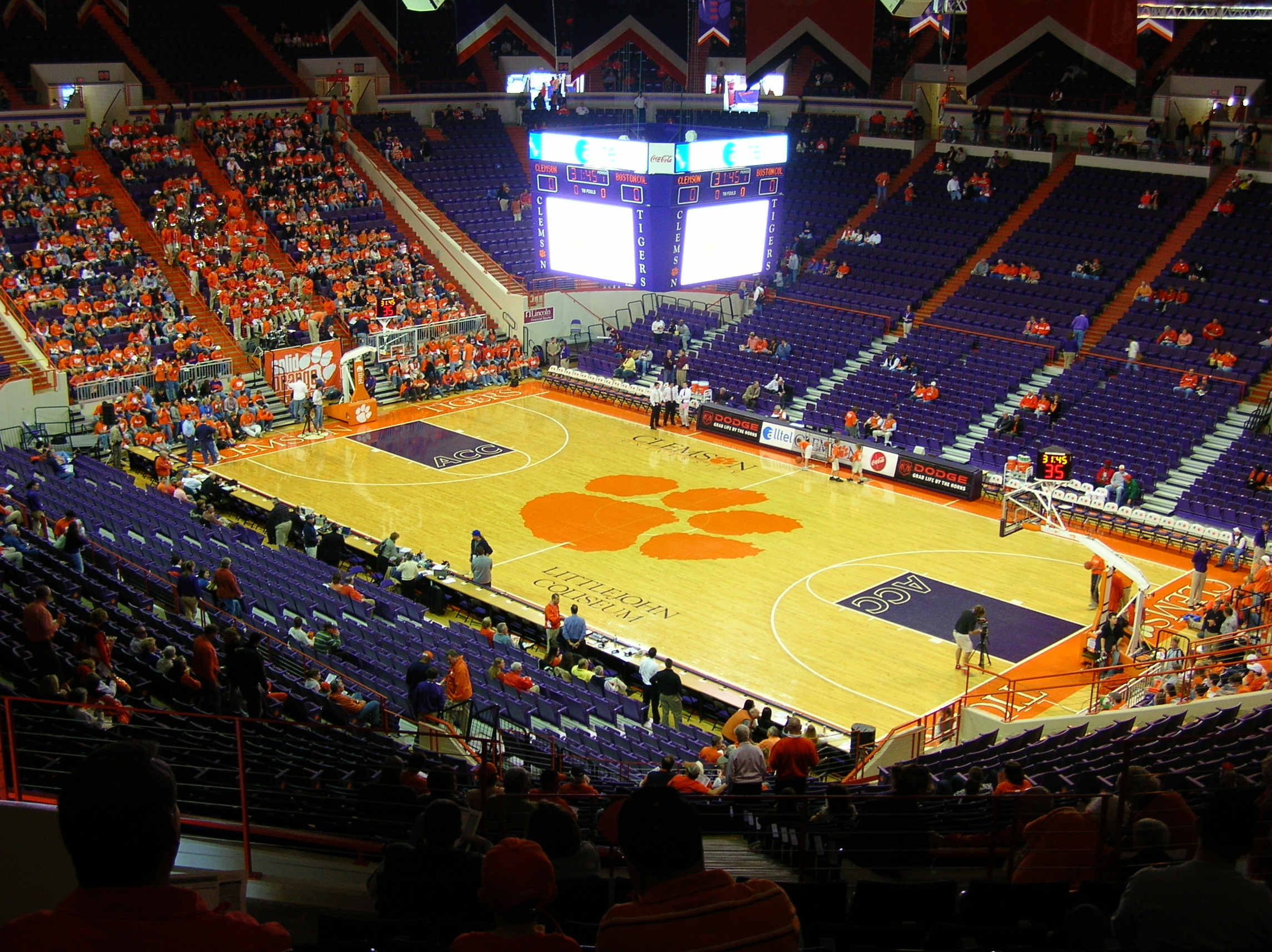
Der Innenraum im Januar 2007
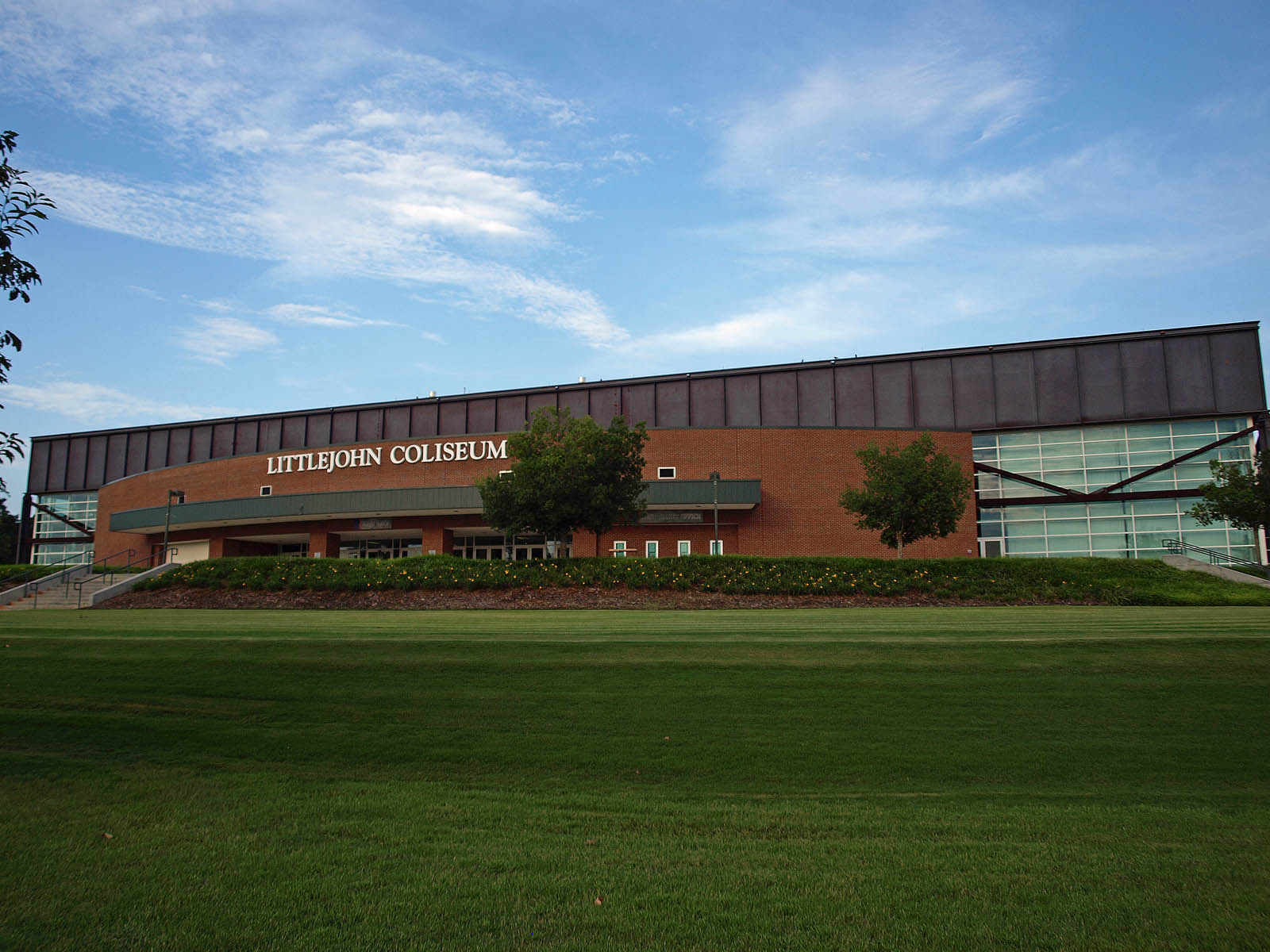
Die Arena von außen (August 2010)